# يعشيل
يِعْشِيل (الاسم العلمي Stachyurus)، جنس جنبات وحيد معمر بري وزراعي تيزيني من فصيلة اليعشيليات. سوقها تعلو من مترين إلى أربعة أمتار. أوراقها عابلة متعاقبة، مسننة الحتار، تظهر بعد الإزهرار. إزهرارها سنبلي التجميع ازهارها صغيرة بيضاء اللون أو صفراء، رباعية الفصل والبتلات والمياسيم، ثمانية الأسدية. ثمارها عنبية صغيرة.